# 부천 필하모닉 오케스트라
부천필하모닉오케스트라는 대한민국의 교향악단이다.

## 역대 상임지휘자
- 초대 : 서훈 (1988)
- 제 1대 : 임헌정 (1988 ~ 2014)
- 제 2대 : 박영민 (2015 ~ 2020.7)
- 제 3대 : 장윤성 (2021.6 ~ 2023)
- 제 4대 : 아드리앙 페뤼숑(2025.4 ~ )

## 수상
- 2005년 호암상 예술상